# NGC 1818
NGC 1818 ist die Bezeichnung für einen Kugelsternhaufen, der mit der Großen Magellanschen Wolke im Sternbild Schwertfisch assoziiert ist. NGC 1818 hat einen Durchmesser von 3,4' und eine scheinbare Helligkeit von 9,7 mag. Dieser Kugelsternhaufen ist wahrscheinlich erst 40 Millionen Jahre alt, ganz im Gegensatz zu den meisten Kugelsternhaufen der Milchstraße, die oft über 10 Milliarden Jahre alt sind. Er zählt daher zu den blauen Kugelsternhaufen.

NGC 1818 wurde am 3. August 1826 vom schottischen Astronomen James Dunlop entdeckt.